# Café Guerbois

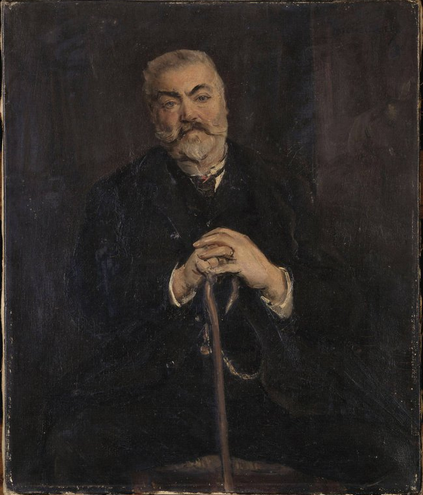
Auguste Guerbois, fondateur du café Guerbois, huile sur toile de Henri Michel-Lévy, 1885, musée d'Orsay, Paris.

Le café Guerbois, 9-11, grande rue des Batignolles (actuellement 9, avenue de Clichy) à Paris (France) était un lieu de rencontres et d'échanges à la fin du XIXe siècle entre artistes peintres, écrivains et amateurs d'art. Fondé par François-Auguste Guerbois (1824-1891), cet établissement est décrit par de nombreux historiens du mouvement impressionniste. Il était situé  non loin de l'atelier de Manet qui y donnait rendez-vous à ses amis. Le café est devenu ensuite la Brasserie Muller, puis un magasin de vêtements.

## Les habitués

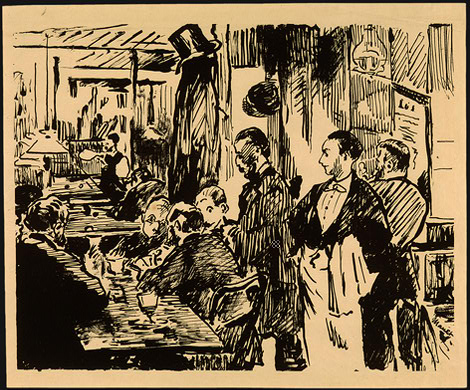
Au café, d'Édouard Manet, lithographie de 1869, National Gallery of Art, Washington D.C., représentant le café Guerbois.

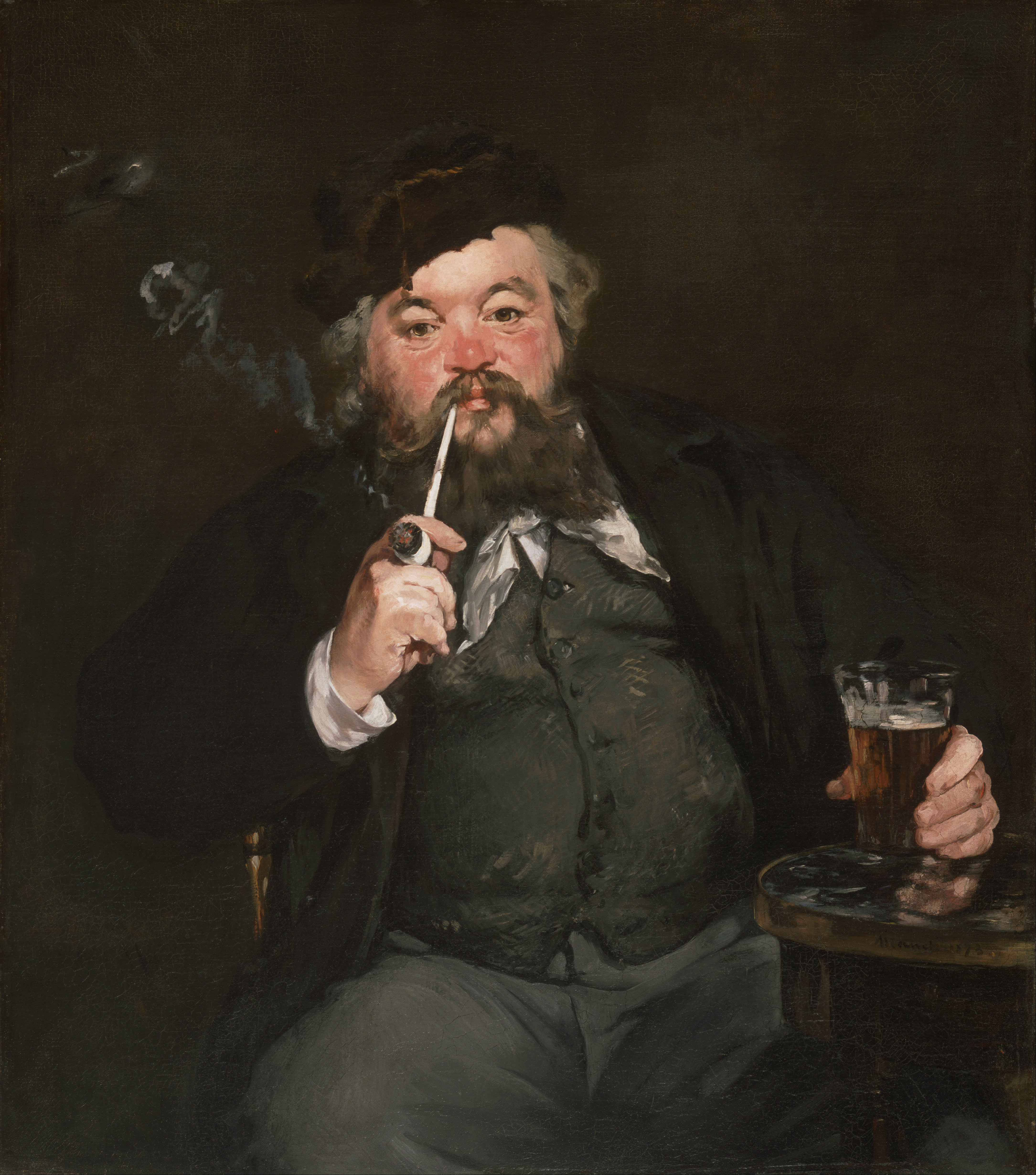
Le Bon Bock, d’Édouard Manet, figurant le graveur Émile Bellot (?-janvier 1886) au café Guerbois.

Autour d'Édouard Manet, souvent accompagné du commandant Hippolyte Lejosne, se trouvaient tous ses compagnons de l'atelier Couture : Antonin Proust, Edmond André entre autres, ainsi que ceux du « groupe de 1863 » : Henri Fantin-Latour, Legros, Whistler, Zacharie Astruc.
Les discussions étaient vives dans ces réunions où on retrouvait aussi bien des peintres (Frédéric Bazille, Laurent Bouvier, Félix Bracquemond, Henri Fantin-Latour, Edgar Degas, Claude Monet, Pierre-Auguste Renoir, Alfred Sisley) que des écrivains (Émile Zola, Louis Edmond Duranty, Philippe Burty) ou des collectionneurs d'art comme Edmond Maître, ami de Bazille et de Renoir. Le groupe se réunissait tous les soirs au café, mais en particulier les vendredis, dimanches et mardis.
Parfois Paul Cézanne et Camille Pissarro se joignaient à eux. Le groupe est appelé le « groupe des Batignolles », surnommé à ses débuts, en 1860, « École des Batignolles » parce qu'un grand nombre d'artistes avaient leur atelier dans ce quartier aux loyers peu élevés, en particulier dans la partie surnommée la Petite Pologne, sise entre la rue du Rocher et l'avenue de Clichy dont les membres était associés à l'impressionnisme.

## Le coup d'éclat de Manet
Les échanges étaient souvent très vifs. Duranty exprimait, sous forme d'humour pince-sans-rire, des théories réalistes ainsi que son mépris pour les « ferments intellectuels » exploités par Manet et Degas. Peu sensible à l'humour de Duranty, Manet en vint à le provoquer en duel à cause des idées exprimées par Jules Vallès dans un article paru dans le journal La Rue. Ceci n'était apparemment qu'un prétexte. Manet était surtout fâché que Duranty n'ait pas fait la critique de ses tableaux exposés au Cercle des Mirlitons,.

## Vers la Nouvelle Athènes
C'est dans ce café que les peintres décident d'organiser une exposition collective qui se tiendra chez Nadar en 1874. Les artistes abandonneront le café Guerbois après 1875, pour se retrouver dans un lieu plus proche des ateliers transférés dans le quartier de Pigalle : le café de la Nouvelle Athènes.
Auguste Guerbois et son fils Alain fondèrent ensuite en 1885 les bains Guerbois.